# Förbränningsanläggning
Förbränningsanläggning  är en gemensam beteckning för alla anläggningar där förbränning sker allt ifrån ett stort industriellt drivet värmekraftverk till en enkel kamin eller eldstad i en stuga eller koja för småskalig uppvärmning.
Någon allmän legaldefinition av begreppet anläggning finns inte i svensk rätt. I dom från Miljööverdomstolen (M7488-03) som gällde påförande av miljösanktionsavgift diskuterades begreppet anläggning. ”Begreppet anläggning avser många olika sorters verksamheter och vad som skall anses utgöra en anläggning måste därför bestämmas med hänsyn till den enskilda verksamhetens art. För att det skall vara fråga om en anläggning måste det dock, typiskt sett, krävas att åtminstone någon åtgärd av teknisk natur har vidtagits för att möjliggöra verksamheten. I detta fall rörde det sig om mellanlagring av avfall, en verksamhet som kan bedrivs utan att alltför omfattande tekniska åtgärder vidtas.”
Miljööverdomstolen angav vidare att bolagets ”nu aktuella verksamhet består av yrkesmässig insamling av avfall, som förts för mellanlagring till en särskild plats inom ett industriområde. Platsen har haft delvis hårdgjord yta och varit inhägnad till skydd mot intrång. Miljööverdomstolen ansåg att de vidtagna åtgärderna är tillräckliga för att en anläggning för mellanlagring av aktuellt avfall skall anses vara för handen”.
Vid förbränning omvandlas bränsle till rökgaser och aska samtidigt som det frigörs värmeenergi. Rökgaserna och askan innehåller många ofarliga ämnen men också många ämnen som påverkar hälsan och miljön. Många förbränningsanläggningar släpper också ut en del föroreningar till vatten.
I en förbränningsanläggning används den frigjorda värmen direkt för uppvärmning eller omvandlas till ånga eller elenergi.
I ett kraftvärmeverk produceras både el och värme samtidigt. I ett värmeverk produceras enbart värme och i ett kondenskraftverk produceras enbart el.
Länge var olja det vanligaste bränslet i förbränningsanläggningar. Efter  oljekriserna på 70-talet skedde en successiv övergång till andra bränslen såsom  naturgas, torv, kol, biobränslen och avfall.

## Miljöbalken
För samtliga förbränningsanläggningar oavsett storlek gäller miljöbalkens regler i 2 kap 2 § om hänsyn.
Detta betyder att den som driver en anläggning ska reducera anläggningens påverkan på hälsa och miljö så långt det är möjligt.

## Tillstånd
För att uppföra eller driva en förbränningsanläggning som är gjord för en tillförd effekt större än 20 MW, krävs tillstånd enligt Miljöprövningsförordningen (2013:251).
Tillståndsfrågor prövas av miljödomstolen när det gäller miljöfarlig verksamhet.
I  beslutet om tillstånd ska anges villkor för hur mycket anläggningen får påverka miljön, till exempel hur mycket föroreningar som får släppas ut.
- Dom meddelad av HD (Högsta domstolen) 2017-11-07. Frågan gällde fastställande att villkoret ska börja gälla tio månader från dagen för Högsta domstolens dom. Villkoret är att utsläppen av dioxiner och furaner från anläggningen ska begränsas med ett årsmedelvärde som inte får överstiga 0,1 ng/m3 normal torr gas vid 11 procent O2. Utsläppen ska kontrolleras genom kontinuerlig långtidsprovtagning som omfattar det totala årliga utsläppet.
- Dom meddelad av Miljödomstolen (Nacka tingsrätt) 2009-07-07. Frågan gällde om marginal mellan utsläpp och villkorsvärde och om att det är minimiregler som anges i NFS 2002:26 och NFS 2002:28[död länk]. Motpart: Mälarenergi AB.[3]

Verksamhetsutövaren ska varje år upprätta en miljörapport.

## Stora förbränningsanläggningar
Definitionen för stora förbränningsanläggningar är sådana som har en installerad tillförd effekt som är större än 50 MW. För dessa gäller förordning (2013:252) om stora förbränningsanläggningar
om utsläpp till luft av svaveldioxid, kväveoxider och stoft. 

## Avfallsförbränning
Vid avfallsförbränning gäller förordning (2013:253) om förbränning av avfall. Förordningen följer Europaparlamentets och rådets direktiv 2010/75/EU.
Med avfallsförbränning avses värmebehandling av avfall genom oxidation eller andra värmebehandlingsprocesser som pyrolys, förgasning eller plasmaprocess, i den mån som ämnena från behandlingen sedan förbränns.
Tillstånd enligt miljöbalken krävs inte för förbränningsanläggningar där inget farligt avfall förbränns och som förbränner mindre än 50 ton/år och har en tillförd effekt på mindre än 20 MW. I sådana fall krävs istället en anmälan till den kommunala nämnden.

## Medelstora förbränningsanläggningar
Definitionen för medelstora förbränningsanläggningar är sådana som har en installerad tillförd effekt som är 1 MW eller högre men högst 50 MW. För dessa gäller förordning (2018:471) om medelstora förbränningsanläggningar
om utsläpp till luft av svaveldioxid, kväveoxider och stoft.

## Eldning med ved- och andra biobränslen i villor eller radhus
Vedeldning kan ge stora miljöstörningar i omgivningarna. Småskalig förbränning av ved och pellets är en relativt stor källa till utsläpp av miljö- och hälsoskadliga luftföroreningar - till exempel dioxiner, polycykliska aromatiska kolväten (PAH) och partiklar (stoft). Sådana föroreningar kan leda till problem med andningsvägarna och hjärt-kärlsystemet samt cancer. Särskilt känsliga är barn och äldre samt astmatiker och andra människor som lider av luftrörs- och andningsbesvär. 
Kommunen är den närmast ansvariga för luftkvalitén i kommunen. Kommunen kan ange regler för vedeldning i lokala föreskrifter. Kommunen kan också påverka förekomsten av vedeldning genom vad man tillåter i bygglov och genom förelägganden av enskilda fastighetsägare enligt 40 § i förordningen (1998:899) om miljöfarlig verksamhet och hälsoskydd.
Naturvårdsverket har utgivit broschyren Elda rätt.